# STAYC
STAYC (coréen : 스테이씨) est un girl group sud-coréen formé par High Up Entertainment en 2020. Le groupe est composé de six membres : Sumin, Sieun, Isa, Seeun, Yoon et J. Le nom du groupe est un acronyme pour « Star To A Young Culture ».

## Histoire
Le 8 septembre 2020 a été annoncé qu'High Up Entertainment, la compagnie fondée par les célèbres producteurs Black Eyed Pilseung, allait faire débuter son premier girl group.
Le 11 octobre 2020, High Up Entertainment annonce le nom du groupe et qu'il débutera le 12 novembre. Du 12 au 14 octobre, les membres du groupe sont dévoilés sur les réseaux sociaux. Le 22 octobre 2020, le titre de leur premier album single a été annoncé être Star to a Young Culture avec pour single principale So Bad. Le 12 novembre 2020, le clip vidéo de So Bad est mis en ligne et atteindra 2,6 millions de vues les premières 24 heures.
Le 8 avril 2021, STAYC est de retour avec son deuxième album single s'intitulant Staydom avec pour single principale ASAP. Avec plus de 35 000 unités vendues la première semaine, STAYC devient le groupe ayant débuté en 2020/2021 avec le plus grand nombre d'albums vendus en une semaine.
Le 6 septembre 2021, le groupe sort son premier mini-album Stereotype. Avec cet album, le précédent record de ventes établi lors de la première semaine est battu en seulement un jour après la publication de l'album, soit 43 617 unités vendus. Le clip vidéo du titre principal lui, comptabilise 20 millions de vues la première semaine. Le groupe remporte également pour la première fois la première place d'une émission de classement musical sur The Show.
Le 21 février 2022, le groupe sort son deuxième mini-album, Young-Luv.com. L'album bat les précédents records du groupe, et parvient à se hisser en tête du Gaon Album Chart la semaine de sa sortie
Le 20 juillet, le groupe sort son deuxième album single, We Need Love (avec pour titre principal Beautiful Monster, qui dépasse les 30 millions de vues en une semaine).
Le 23 novembre, STAYC fait ses débuts au Japon avec le single Poppy.
Le 14 février 2023, le groupe sort son troisième album single, Teddy Bear (avec pour titre principal Teddy Bear).
En septembre 2023, STAYC démarre sa première tournée mondiale intitulée le Teenfresh World Tour.

## Membres
| Nom de scène | Nom de scène | Nom de naissance | Nom de naissance | Date de naissance | Nationalité  | Positions,                                    |
| Romanisé     | Coréen       | Romanisé         | Coréen           | Date de naissance | Nationalité  | Positions,                                    |
| ------------ | ------------ | ---------------- | ---------------- | ----------------- | ------------ | --------------------------------------------- |
| Sumin        | 수민         | Bae Su-min       | 배수민           | 13 mars 2001      | Sud-coréenne | Chanteuse, rappeuse et unnie (la plus âgée)   |
| Sieun        | 시은         | Park Si-eun      | 박시은           | 1er août 2001     | Sud-coréenne | Chanteuse principale                          |
| Isa          | 아이사       | Lee Chae-young   | 이채영           | 23 janvier 2002   | Sud-coréenne | Chanteuse secondaire                          |
| Seeun        | 세은         | Yoon Se-eun      | 윤세은           | 14 juin 2003      | Sud-coréenne | Chanteuse                                     |
| Yoon         | 윤           | Sim Ja-yoon      | 심자윤           | 14 avril 2004     | Sud-coréenne | Chanteuse secondaire, rappeuse                |
| J            | 재이         | Jang Ye-eun      | 장예은           | 9 décembre 2004   | Sud-coréenne | Rappeuse, chanteuse et maknae (la plus jeune) |

En avril 2023, les membres de STAYC annoncent avoir décidé de se relayer pour occuper le rôle de leader du groupe qui était jusqu'alors attribué à Sumin.

## Discographie

### Albums studio
| Année | Titre       | Détails                                                             | Classement | Ventes                |
| Année | Titre       | Détails                                                             | COR        | Ventes                |
| ----- | ----------- | ------------------------------------------------------------------- | ---------- | --------------------- |
| 2024  | Metamorphic | - Date de sortie : 1er juillet 2024 - Label : High Up Entertainment | 3          | COR : plus de 114 000 |

### Mini-albums (EP)
| Année                                                    | Titre         | Détails                                                             | Classements | Classements | Classements | Ventes                |
| Année                                                    | Titre         | Détails                                                             | COR         | JAP         | USA World   | Ventes                |
| -------------------------------------------------------- | ------------- | ------------------------------------------------------------------- | ----------- | ----------- | ----------- | --------------------- |
| 2021                                                     | Stereotype    | - Date de sortie : 6 septembre 2021 - Label : High Up Entertainment | 2           | 42          | —           | COR : plus de 208 000 |
| 2022                                                     | Young-Luv.com | - Date de sortie : 21 février 2022 - Label : High Up Entertainment  | 1           | —           | —           | COR : plus de 258 000 |
| 2023                                                     | Teenfresh     | - Date de sortie : 16 août 2023 - Label : High Up Entertainment     | 3           | —           | 14          | COR : plus de 379 000 |
| "—" indique que l'album ne s'est pas classé dans ce pays |               |                                                                     |             |             |             |                       |

### Single albums
| Année | Titre                   | Détails                                                             | Classement | Ventes                |
| Année | Titre                   | Détails                                                             | COR        | Ventes                |
| ----- | ----------------------- | ------------------------------------------------------------------- | ---------- | --------------------- |
| 2020  | Star to a Young Culture | - Date de sortie : 12 novembre 2020 - Label : High Up Entertainment | 6          | COR : plus de 70 000  |
| 2021  | Staydom                 | - Date de sortie : 8 avril 2021 - Label : High Up Entertainment     | 9          | COR : plus de 105 000 |
| 2022  | We Need Love            | - Date de sortie : 19 juillet 2022 - Label : High Up Entertainment  | 2          | COR : plus de 261 000 |
| 2023  | Teddy Bear              | - Date de sortie : 14 février 2023 - Label : High Up Entertainment  | 1          | COR : plus de 415 000 |
| 2024  | ...l                    | - Date de sortie : 30 octobre 2024 - Label : High Up Entertainment  | —          | Sortie numérique      |
| 2025  | S                       | - Date de sortie : 18 mars 2025 - Label : High Up Entertainment     | 4          | COR : plus de 129 000 |

### Singles
| Année                                                          | Titre                      | Meilleures positions | Meilleures positions | Meilleures positions | Album                   |
| Année                                                          | Titre                      | COR                  | JAP                  | USA World            | Album                   |
| Coréens                                                        | Coréens                    | Coréens              | Coréens              | Coréens              | Coréens                 |
| -------------------------------------------------------------- | -------------------------- | -------------------- | -------------------- | -------------------- | ----------------------- |
| 2020                                                           | So Bad                     | 159                  | —                    | 21                   | Star to a Young Culture |
| 2021                                                           | ASAP                       | 9                    | —                    | —                    | Staydom                 |
| 2021                                                           | Stereotype (색안경)        | 27                   | —                    | 16                   | Stereotype              |
| 2022                                                           | RUN2U                      | 4                    | —                    | 9                    | Young-Luv.com           |
| 2022                                                           | Beautiful Monster          | 44                   | —                    | —                    | We Need Love            |
| 2023                                                           | Teddy Bear                 | 4                    | —                    | —                    | Teddy Bear              |
| 2023                                                           | Bubble                     | 11                   | —                    | —                    | Teenfresh               |
| 2024                                                           | Cheeky Icy Thang           | 118                  | —                    | —                    | Metamorphic             |
| 2024                                                           | GPT                        | 165                  | —                    | —                    | ...l                    |
| 2025                                                           | Bebe                       | 126                  | —                    | —                    | S                       |
| Japonais                                                       |                            |                      |                      |                      |                         |
| 2022                                                           | Poppy                      | —                    | 99                   | —                    | Hors album              |
| 2023                                                           | Teddy Bear (Japanese Ver.) | —                    | 45                   | —                    | Hors album              |
| 2023                                                           | Lit                        | —                    | 93                   | —                    | Hors album              |
| 2024                                                           | Meow                       | —                    | —                    | —                    | Hors album              |
| 2024                                                           | GPT (Japanese Ver.)        | —                    | —                    | —                    | Hors album              |
| 2025                                                           | Lover, Killer              | —                    | —                    | —                    | Hors album              |
| "—" indique que le titre ne s'est pas classé dans cette région |                            |                      |                      |                      |                         |

## Tournées
STAYC 1st World Tour - Teenfresh (2023—2024)
| Date                 | Pays         | Ville         | Lieu                      |
| -------------------- | ------------ | ------------- | ------------------------- |
| 23–24 septembre 2023 | Corée du Sud | Séoul         | Olympic Hall              |
| 11 octobre 2023      | États-Unis   | New York      | Kings Theatre (Brooklyn)  |
| 13 octobre 2023      | États-Unis   | Chicago       | Rosemont Theatre          |
| 17 octobre 2023      | États-Unis   | San Antonio   | Tobin Center              |
| 19 octobre 2023      | États-Unis   | Dallas        | The Factory in Deep Ellum |
| 24 octobre 2023      | États-Unis   | Seattle       | Showbox SoDo              |
| 26 octobre 2023      | États-Unis   | San Francisco | The Warfield              |
| 29 octobre 2023      | États-Unis   | Los Angeles   | The Novo                  |
| 14 janvier 2024      | Taïwan       | Taipei        | Xinzhuang Gymnasium       |
| 20 janvier 2024      | Chine        | Hong Kong     | KITEC, Star Hall          |
| 16 février 2024      | Singapour    | Singapour     | The Star Theatre          |
| 3 mars 2024          | Royaume-Uni  | Londres       | Troxy                     |
| 4 mars 2024          | France       | Paris         | Salle Pleyel              |
| 8 mars 2024          | Allemagne    | Berlin        | Verti Music Hall          |
| 10 mars 2024         | Pologne      | Varsovie      | Progresja                 |

## Récompenses et nominations
| Année | Cérémonie                          | Catégorie                                      | Travail nommé | Résultat   | Réf.   |
| ----- | ---------------------------------- | ---------------------------------------------- | ------------- | ---------- | ------ |
| 2021  | Asia Artist Awards                 | New Wave Singer Award                          | STAYC         | Lauréat    | [ 35 ] |
| 2021  | Asia Artist Awards                 | Female Idol Popularity Award                   | STAYC         | Nomination | [ 36 ] |
| 2021  | Asia Model Awards                  | Rookie of the Year                             | STAYC         | Lauréat    | [ 37 ] |
| 2021  | Asia Pop Music Awards              | Best New Artist (à l'étranger)                 | STAYC         | Nomination | [ 38 ] |
| 2021  | Brand Customer Loyalty Awards      | Best Female Rookie Award                       | STAYC         | Lauréat    | [ 39 ] |
| 2021  | Brand of the Year Awards           | Female Rookie Idol Award                       | STAYC         | Nomination | [ 40 ] |
| 2021  | The Fact Music Awards              | Next Leader Award                              | STAYC         | Lauréat    | [ 41 ] |
| 2021  | The Fact Music Awards              | Fan & Star Choice Award (Artiste)              | STAYC         | Nomination | [ 42 ] |
| 2021  | Korea Culture Entertainment Awards | K-Pop Star Award                               | STAYC         | Lauréat    | [ 43 ] |
| 2021  | MelOn Music Awards                 | 1theK Original Content                         | STAYC         | Lauréat    | [ 44 ] |
| 2021  | MelOn Music Awards                 | Best Female Group                              | STAYC         | Nomination | [ 44 ] |
| 2021  | MelOn Music Awards                 | Netizen Popularity Award                       | STAYC         | Nomination | [ 44 ] |
| 2021  | MelOn Music Awards                 | New Artist of the Year                         | STAYC         | Nomination | [ 44 ] |
| 2021  | MelOn Music Awards                 | Top 10 Artist                                  | STAYC         | Nomination | [ 44 ] |
| 2021  | Mnet Asian Music Awards            | Best New Female Artist                         | STAYC         | Nomination | [ 45 ] |
| 2021  | MTV Europe Music Awards            | Best Korean Act                                | STAYC         | Nomination | [ 43 ] |
| 2021  | Seoul Music Awards                 | K-wave Popularity Award                        | STAYC         | Nomination | [ 46 ] |
| 2021  | Seoul Music Awards                 | Popularity Award                               | STAYC         | Nomination | [ 46 ] |
| 2021  | Seoul Music Awards                 | Rookie of the Year                             | STAYC         | Nomination | [ 46 ] |
| 2021  | Circle Chart Music Awards          | New Artist of the Year - Digital               | "So Bad"      | Nomination | [ 47 ] |
| 2021  | Mnet Asian Music Awards            | Best Dance Performance – Female Group          | "ASAP"        | Nomination | [ 45 ] |
| 2021  | Mnet Asian Music Awards            | Song of the Year                               | "ASAP"        | Nomination | [ 45 ] |
| 2022  | Brand Customer Loyalty Award       | Female Idol (Rising Star)                      | STAYC         | Lauréat    | [ 48 ] |
| 2022  | Circle Chart Music Awards          | Discovery of the Year – Hot Trend              | STAYC         | Lauréat    | [ 49 ] |
| 2022  | Golden Disc Awards                 | Rookie of the Year Award                       | STAYC         | Lauréat    | [ 50 ] |
| 2022  | Golden Disc Awards                 | Seezn Most Popular Artist Award                | STAYC         | Nomination | [ 51 ] |
| 2022  | Seoul Music Awards                 | Best Performance                               | STAYC         | Lauréat    | [ 52 ] |
| 2022  | Gaon Chart Music Awards            | Discovery of the Year                          | STAYC         | Lauréat    | [ 53 ] |
| 2022  | Korea First Brand Awards           | Female Idol Rising Star Award                  | STAYC         | Nomination | [ 54 ] |
| 2022  | Korean Music Awards                | Rookie of the Year                             | STAYC         | Nomination | [ 55 ] |
| 2022  | Melon Music Awards                 | Global Rising Artist                           | STAYC         | Lauréat    | [ 56 ] |
| 2022  | Melon Music Awards                 | Artist of the Year                             | STAYC         | Nomination | [ 57 ] |
| 2022  | Melon Music Awards                 | Top 10 Artist                                  | STAYC         | Nomination | [ 57 ] |
| 2022  | Seoul Music Awards                 | Best Performance                               | STAYC         | Lauréat    | [ 58 ] |
| 2022  | Seoul Music Awards                 | K-wave Popularity Award                        | STAYC         | Nomination | [ 59 ] |
| 2022  | Seoul Music Awards                 | Main Award (Bonsang)                           | STAYC         | Nomination | [ 59 ] |
| 2022  | Seoul Music Awards                 | Popularity Award                               | STAYC         | Nomination | [ 59 ] |
| 2022  | Seoul Music Awards                 | U+Idol Live Best Artist Award                  | STAYC         | Nomination | [ 60 ] |
| 2022  | Golden Disc Awards                 | Digital Song Bonsang                           | "ASAP"        | Lauréat    | [ 50 ] |
| 2022  | Korean Music Awards                | Best K-pop Song                                | "ASAP"        | Nomination | [ 61 ] |
| 2022  | Circle Chart Music Awards          | Artist of the Year (Digital Music) – September | "Stereotype"  | Nomination | [ 62 ] |
| 2023  | Asia Artist Awards                 | Best Musician Award                            | STAYC         | Lauréat    | [ 63 ] |
| 2023  | Circle Chart Music Awards          | World Rookie of the Year                       | STAYC         | Lauréat    | [ 64 ] |
| 2023  | Hanteo Music Awards                | Artist of the Year (Bonsang)                   | STAYC         | Lauréat    | [ 65 ] |
| 2023  | K Global Heart Dream Awards        | K Global Bonsang (Prix principal)              | STAYC         | Lauréat    | [ 66 ] |
| 2023  | Melon Music Awards                 | Top 10 Artist                                  | STAYC         | Nomination | [ 67 ] |
| 2023  | Melon Music Awards                 | Music Video of the Year                        | "Teddy Bear"  | Lauréat    | [ 68 ] |
| 2023  | Circle Chart Music Awards          | Song of the Year – February                    | "Run2U"       | Nomination | [ 69 ] |
| 2024  | Asia Star Entertainer Awards       | The Best Star                                  | STAYC         | Lauréat    | [ 70 ] |
| 2024  | Circle Chart Music Awards          | New Icon of the Year                           | "Teddy Bear"  | Lauréat    | [ 71 ] |
| 2024  | Golden Disc Awards                 | Digital Song Bonsang                           | "Teddy Bear"  | Lauréat    | [ 72 ] |
| 2024  | Golden Disc Awards                 | Digital Daesang                                | "Teddy Bear"  | Nomination | [ 72 ] |

### Sources
- (es) Cet article est partiellement ou en totalité issu de l’article de Wikipédia en espagnol intitulé « StayC » (voir la liste des auteurs).